# Stephen Gately
Stephen Patrick David Gately (17. března 1976 – 10. října 2009) byl irský zpěvák, který se proslavil především se skupinou Boyzone, v níž tvořil spolu s Ronanem Keatingem hlavní pěveckou dvojici.
Ve skupině působil od jejího založení v roce 1993 až do jejího rozpadu v roce 2000. Spolupodílel se na jejích třech mimořádně úspěšných studiových albech (1994: Said and Done, 1996: A Different Beat, 1998: Where We Belong). Roku 2000 zahájil sólovou kariéru, vydal jedno sólové album New Beginning, které však již nedokázalo zopakovat celosvětový gigantický úspěch Boyzone. Roku 2008 se při předávání Meteor Awards ("irských Grammy") skupina znovu sešla a částečně obnovila činnost. Gately patřil k hlavním strůjcům comebacku, byl to on kdo k němu ostatní členy přemluvil.
Gately se roku 1999 otevřeně přihlásil ke své homosexualitě, roku 2003 uzavřel neformální sňatek se svým partnerem Andrew Cowlesem v Las Vegas, roku 2006 pak oficiální registrované partnerství (v Británii "civil partnership") v Londýně. Jeho postup ho učinil významným aktivistou gay hnutí.
Roku 2009 byl objeven mrtvý ve svém bytě na Mallorce, lékař označil za příčinu smrti plicní edém, který byl vyvolán neznámým srdečním problémem. Policie vyloučila jako příčinu smrti užívání drog, sebevraždu i vraždu. Jeho smrt v 33 letech vyvolala silnou odezvu především v jeho rodném Irsku, významně přispěla například k tomu, že se Gately rok po své smrti umístil v anketě Největší Ir na 6.-10. místě.

## Diskografie
Studiové album
- New Beginning (2009)

Singly
- „New Beginning“/„Bright Eyes“ (2000)
- „I Believe“ (2000)
- „Stay“ (2001)
- „Children of Tomorrow“ (2007)